# Mike Ness
Michael James Ness (Lynn, 3 aprile 1962) è un chitarrista, cantante e compositore statunitense, fondatore della band punk Social Distortion e tuttora unico componente rimasto della formazione originale.
Leader e anima del gruppo, la sua carriera è stata costellata da numerosi incidenti di percorso o fisici che hanno spesso portato a scioglimenti temporanei del complesso: a causa dei problemi di droga del leader, il gruppo si è sciolto una prima volta nel 1985, per poi riunirsi in seguito; Ness è stato inoltre per brevi periodi in prigione e nel 2006 si è ferito ad un braccio e non ha più potuto suonare la chitarra per il resto del tour in corso.

## Strumentazione
La prima chitarra di Ness fu una  Gibson SG del 1973; la sua chitarra ufficiale è una Gibson Les Paul Deluxe "gold top" con pick-up mini humbuckers sostituiti con SP90-2 seymour duncan, con due adesivi che la contraddistinguono: la scritta "Orange County" e l'adesivo raffigurante "Mr. Horsepower". Durante la carriera ha usato principalmente Gibson SG oppure Gibson Les Paul; possiede inoltre diverse chitarre acustiche Gibson e Martin, principalmente vintage, in quanto le colleziona.
Per quanto riguarda gli amplificatori, Ness usa principalmente testate Fender Bassman Blackface ed anche testate Marshall abbinate in entrambi i casi a casse Marshall 4x12.

## Discografia

### Con i Social Distortion
- 1983 - Mommy's Little Monster
- 1988 - Prison Bound
- 1990 - Social Distortion
- 1992 - Somewhere Between Heaven and Hell
- 1996 - White Light, White Heat, White Trash
- 2004 - Sex, Love and Rock 'n' Roll
- 2007 - Greatest Hits
- 2011 - Hard Times and Nursery Rhymes

### Da solista
- 1999 - Cheating at Solitaire
- 1999 - Under the Influences